# Bernabé Michelena

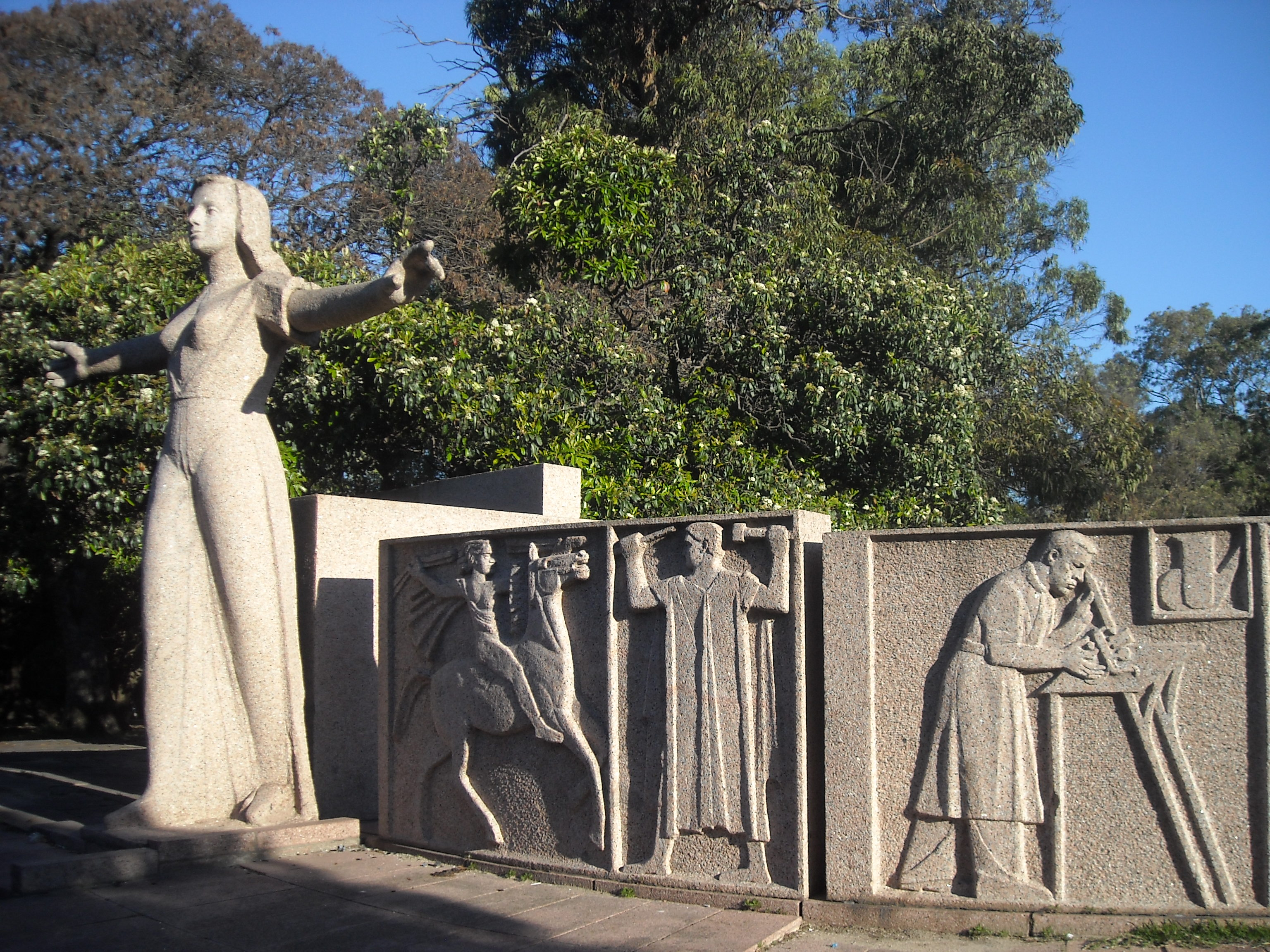
Parque José Batlle y Ordóñez. Monumento a La Maestra 4.

Bernabé Michelena (Durazno, 13 de noviembre de 1888 - Montevideo, 30 de junio de 1963) fue un escultor uruguayo que también tuvo una etapa de actuación política.

## Biografía
Bernabé Michelena Etchepare nació en la ciudad de Durazno y sus padres fueron Sebastián Michelena y Concepción Etchepare Inició sus estudios artísticos en el Círculo de Bellas Artes de Montevideo, bajo la dirección de Carlos María Herrera. Ingresó siendo aún muy joven en el taller del escultor Felice Morelli de origen italiano. En 1913 realizó su primer viaje a Europa. En 1916 y 1928 fue becado por el Banco de la República Oriental del Uruguay primero y por el Ministerio de Instrucción Pública en la segunda oportunidad para realizar nuevos viajes a dicho continente. Vivió durante varios años en París, donde concentró su interés en el estudio de obras de los artistas Antoine Bourdelle, Auguste Rodin, Charles Despiau y Aristide Maillol. Junto a otros artistas fundó en Montevideo la Escuela Taller de Artes Plásticas (ETAP) donde impartió cursos y llegó a desempeñarse como director.
En ocasión de la Exposición del Centenario del Uruguay realizada en 1930 obtuvo el primer premio. Dicha exposición fue organizada para homenajear los 100 años de la primera constitución del Uruguay. Obtuvo el Gran Premio en escultura en la Exposición Internacional de París de 1937 con un busto del poeta Enrique Casaravilla Lemos. En 1942 logró otro Gran Premio en escultura en el VI Salón Nacional de Bellas Artes.
Dentro de sus obras escultóricas se encuentran una serie de bustos de personalidades de la cultura uruguaya como Alberto Zum Felde, José Cuneo, Manuel de Castro, Eduardo Dieste, Carmelo de Arzadun y Adolfo Pastor, entre otros. 
Una de sus obras más conocidas es el Monumento al Maestro la cual fue realizada en granito rojo y está ubicada en el Parque José Batlle y Ordóñez de Montevideo. Su obra culmina en 1960 con el Monumento a la Confraternidad en la rotonda de acceso al Aeropuerto Internacional de Carrasco.
A nivel político, Michelena perteneció al Partido Comunista del Uruguay integrando las listas electorales en los comicios generales de 1958 y 1962.